# Ouled Hassoune
Ouled Hassoune (arabe : أولاد حسّون ; berbère : ⵓⵍⴰⴷ ⵃⴻⵙⵙⵓⵏ) est une commune rurale de la préfecture de Marrakech, appartenant à la région Marrakech-Safi. Elle ne dispose pas de centre urbain.
Le chef-lieu de la commune, Ouled Hassoune, également connu sous le nom de Oued Lahjar, est situé à environ 15 kilomètres à l'est de Marrakech, le long de la RN8, sur la rive droite de l'oued Ourika.